# هنيزديتشيف (محافظة لفيف)
هنيزديتشيف (Гніздичів) هي بلدة من النمط المدني في محافظة لفيف في أوكرانيا.
يبلغ عدد سكانها حوالي 4077 نسمة.